# Heřmanovice
Heřmanovice este o arie protejată (arie specială de conservare — SAC, sit de importanță comunitară — SCI) din Republica Cehă întinsă pe o suprafață de 18,69 ha, integral pe uscat.

## Localizare
Centrul sitului Heřmanovice este situat la coordonatele 50°12′10″N 17°22′18″E / 50.202778°N 17.371667°E.

## Înființare
Situl Heřmanovice a fost declarat sit de importanță comunitară în aprilie 2005 pentru a proteja 1 specie de animale. Situl a fost protejat și ca arie specială de conservare în iulie 2012.

## Biodiversitate
Situată în ecoregiunea continentală, aria protejată nu include niciun habitat protejat.
La baza desemnării sitului se află o specie protejată de  amfibieni: Triturus montandoni.